# Pizza de Altoona

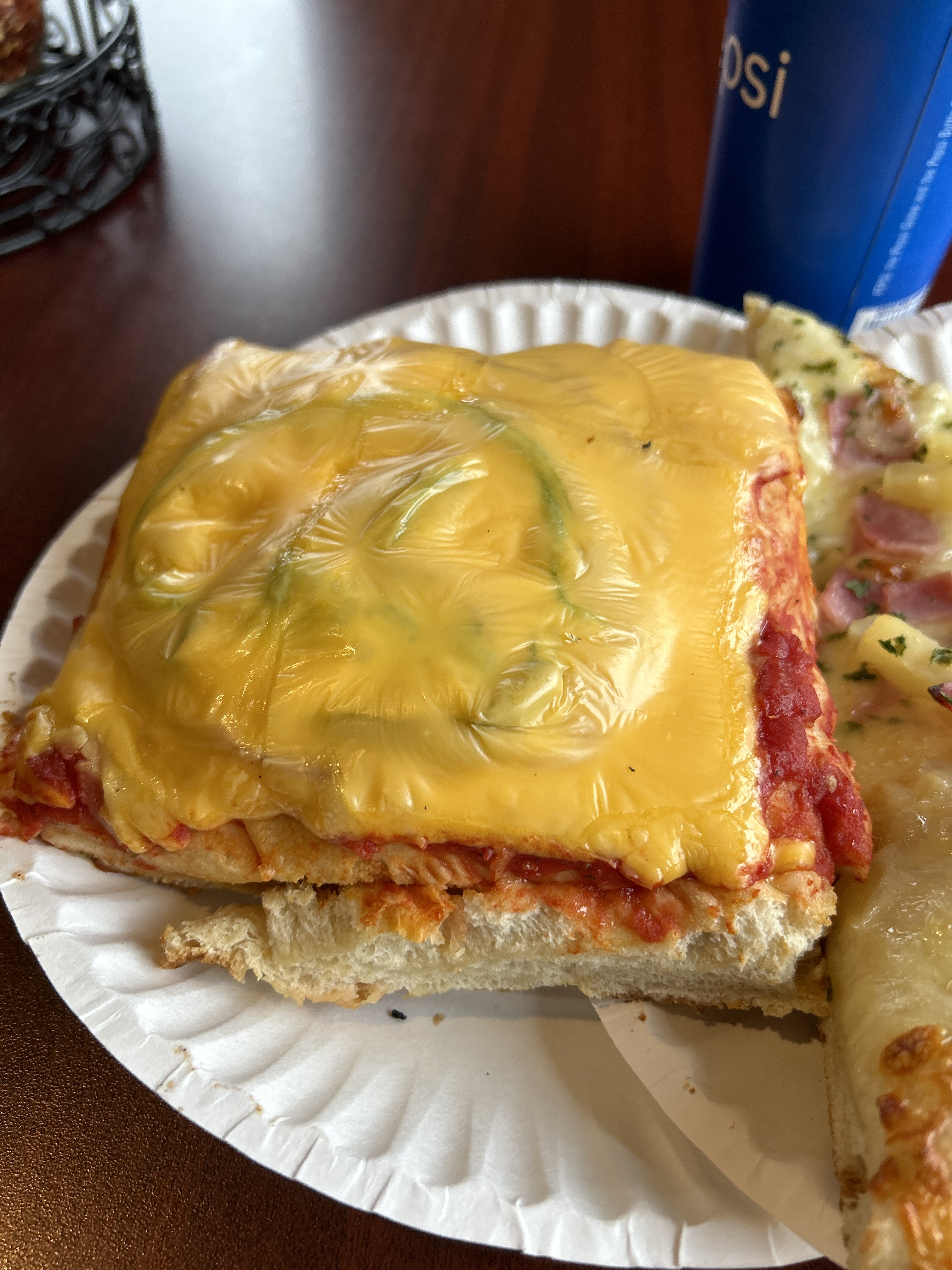
Pizza de Altoona

A pizza de Altoona é um tipo distinto de pizza criada na cidade de Altoona, no estado americano da Pensilvânia, pelo Hotel Altoona. 
As principais características da pizza de Altoona incluem uma massa semelhante à da pizza siciliana, molho de tomate, pimentão verde fatiado e salame, tudo coberto com queijo americano. Além disso, a pizza é tradicionalmente cortada em quadrados, em vez de fatias triangulares.

## Características e preparação

### Crosta
A base da pizza segue o estilo siciliano, resultando numa crosta espessa e fofa. Diferente das tradicionais fatias triangulares encontradas em muitos tipos de pizza, a pizza do Hotel Altoona é habitualmente servida em pedaços quadrados.

### Queijo
Embora a versão original utilizasse o queijo da marca americana Velveeta, a pizza de Altoona é atualmente coberta, na maioria das vezes, com queijo americano processado. Os quadrados deste queijo amarelo são uma característica distintiva do prato, substituindo a mozarela ou o provolone, comuns noutros estilos de pizza.

### Coberturas
As coberturas tradicionais da pizza de Altoona incluem pimentão verde fatiado e salame com grãos de pimenta. Um detalhe distintivo deste prato é que o salame fica posicionado sob a camada de queijo, ao contrário de muitos outros estilos de pizza. 

## História
A pizza de Altoona teve origem no Hotel Altoona, que ganhou reconhecimento por servir uma “pizza única”, conforme mencionado pelo Pittsburgh Post-Gazette em 1996.  Após a destruição do hotel em 2013 por conta de um incêndio, outros restaurantes locais começaram a servir pizza de Altoona.